# Kondom
Kondom (tudi prezervativ) je mehansko kontracepcijsko sredstvo, ki si ga moški pred spolnim odnosom natakne čez spolni ud. S tem prepreči izliv spermalne tekočine v nožnico in tako preprečuje zanositev ter ščiti pred spolno prenosljivimi boleznimi, kot so gonoreja, sifilis in HIV.
Uporaba kondoma nima stranskih učinkov in je ob pravilni uporabi zanesljivo kontracepcijsko sredstvo.
Kondomi so prosto dobavljivi v vseh prodajalnah - lekarnah, drogerijah, živilskih trgovinah ipd.
Večina kondomov je narejena iz lateksa ali poliuretana. Nekaterim so dodani spermicidi za bolj sigurno kontracepcijo.
V zadnjem času je na tržišču vse več vrst kondomov vseh oblik in velikosti. Mnogi so obarvani in nekaterim je dodan prijeten okus. Poznamo tudi kondome z »teksturo« - to pomeni, da ima, na primer, kondom izbokline za povečan užitek pri spolnem odnosu.
Povprečen kondom je dolg 190 mm, obseg znaša 52 mm in debelina 0,07 mm.